# 普通语言学教程
《普通语言学教程》（法語：Cours de linguistique générale）是由索绪尔的学生查尔斯巴利和薛施蔼基于他们老师1906年和1911年在日内瓦大学几年之间的讲座笔记而编辑的语言学著作。这是它是索绪尔死后于1916年出版的。这通常被视为结构主义的起点，也是20世纪上半世纪在欧洲和美洲语言学的蓬勃发展的起點。虽然索绪尔对历史语言学特别感兴趣，该课程发展了更具有普遍适用性的符号学理论。在1996年的手稿，后来写作出版的普通语言学，发现了载索绪尔的原始笔记。

## 其它
- 語義三角